# Mazurî, Mostîska
Mazurî (în ucraineană Мазури) este un sat în comuna Malniv din raionul Mostîska, regiunea Liov, Ucraina.

## Demografie
Componența lingvistică a localității Mazurî
     Ucraineană (100%)
Conform recensământului din 2001, toată populația localității Mazurî era vorbitoare de ucraineană (100%).